# Vuoskonjaure (Arvidsjaurs socken, Lappland, 729567-162304)
Vuoskonjaure är en sjö i Arjeplogs kommun och Arvidsjaurs kommun i Lappland och ingår i Byskeälvens huvudavrinningsområde. Sjön har en area på 0,532 kvadratkilometer och ligger 449,1 meter över havet. Vuoskonjaure ligger i Byskeälven Natura 2000-område.

## Delavrinningsområde
Vuoskonjaure ingår i det delavrinningsområde (729608-162169) som SMHI kallar för Utloppet av Vuoskonjaure. Medelhöjden är 463 meter över havet och ytan är 5,6 kvadratkilometer. Det finns inga avrinningsområden uppströms utan avrinningsområdet är högsta punkten. Vattendraget som avvattnar avrinningsområdet har biflödesordning 3, vilket innebär att vattnet flödar genom totalt 3 vattendrag innan det når havet efter 189 kilometer. Avrinningsområdet består mestadels av skog (74 procent) och sankmarker (14 procent). Avrinningsområdet har 0,59 kvadratkilometer vattenytor vilket ger det en sjöprocent på 10,6 procent.